# Inspiration Mars Foundation
Inspiration Mars Foundation — некомерційна організація (фонд), заснована 2013 року в США Деннісом Тіто, яка планувала відправити в січні 2018 року пілотовану експедицію для обльоту Марса. Організація планувала використовувати перевагу пускового вікна для запуску в січні 2018 року експедиції обльоту Марса з поверненням на Землю. Фонд вважає, що дослідження космічного простору служить каталізатором зростання, національного процвітання, зростання знань і глобального лідерства. Використовуючи перевагу унікальної можливості, Inspiration Mars Foundation збирається оживити освітній інтерес до науки, техніки, інженерної справи та математики.
Уже у 2015 році сайт фонду перестав працювати.

## Політ

Приблизна траєкторія польоту корабля Inspiration Mars (не в масштабі)

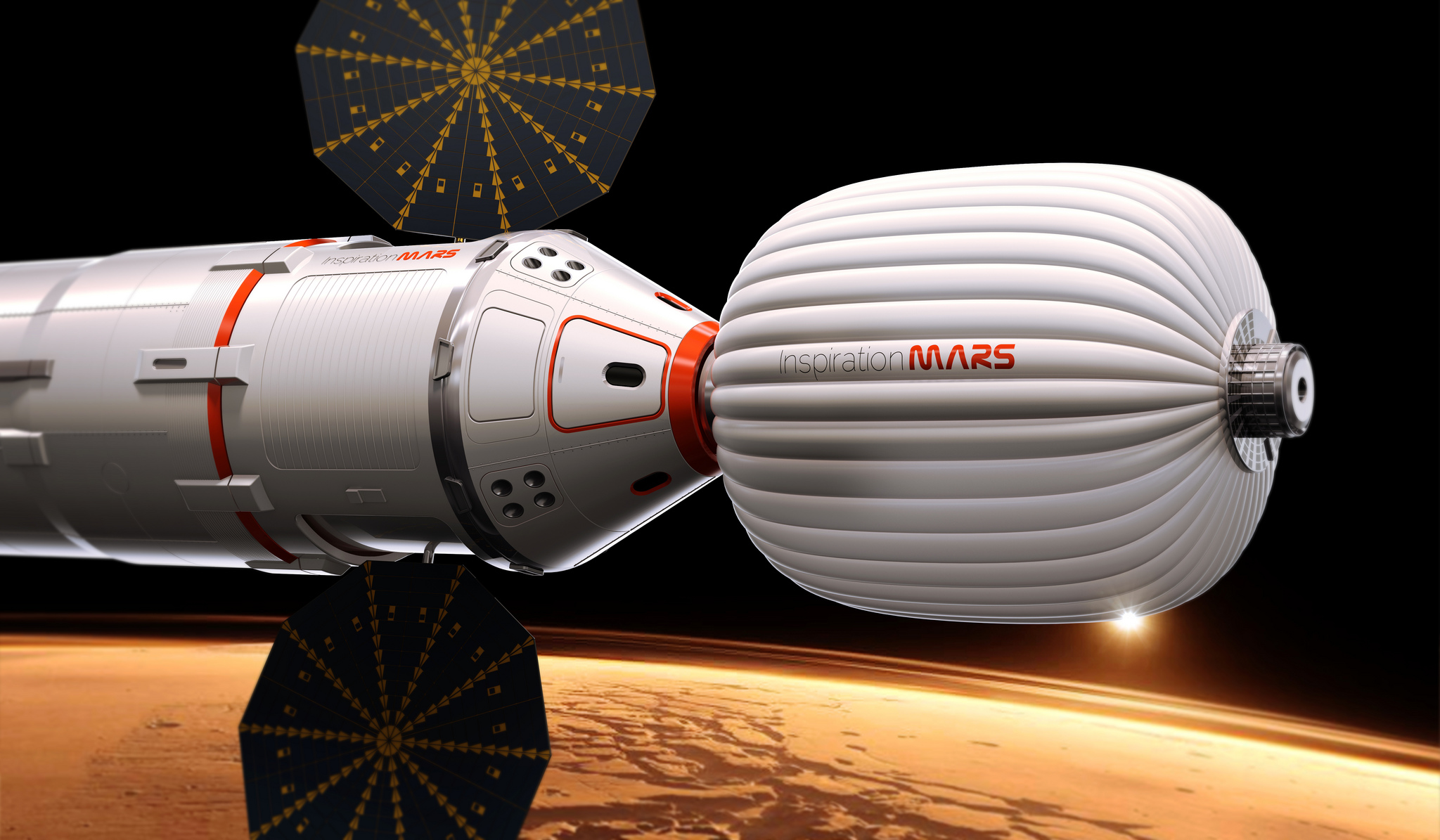
Капсула, яка буде вертатися на Землю і житловий відсік Inspiration Mars у поданні художника.

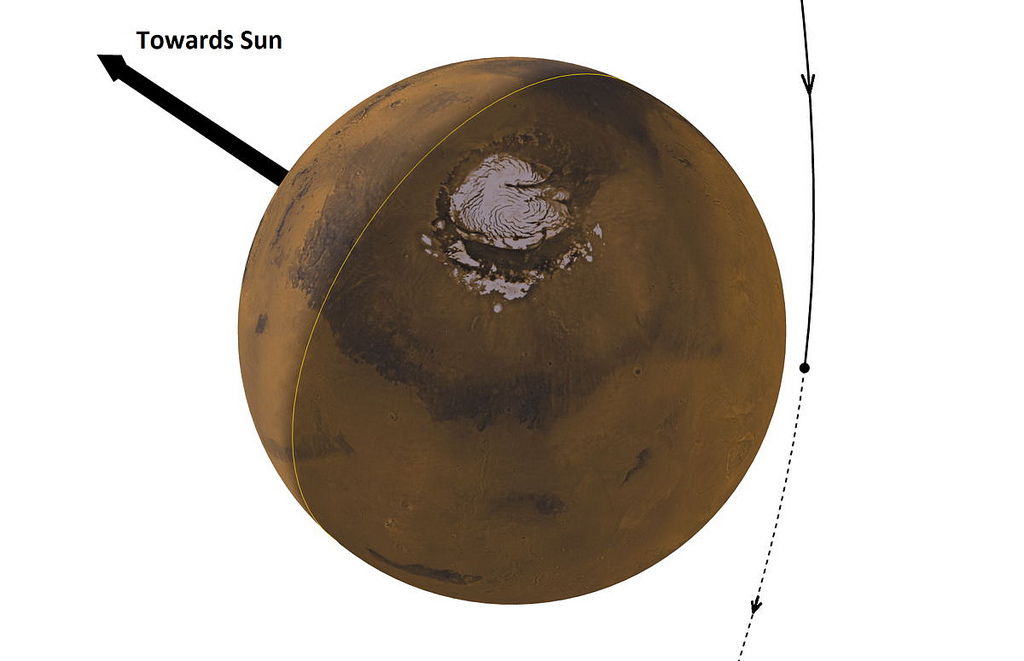
Перицентр орбітальної траєкторії Inspiration Mars.

Намічена приватна некомерційна програма — 501-добовий політ по облітній траєкторії, яка дасть кораблю змогу використовувати найменшу можливу кількість ракетного палива, щоб долетіти до Марса й повернутися до Землі:
Якщо щось піде не так, корабель повинен бути здатний самостійно повернутися на Землю, але без можливості скорочення траєкторії.
У 2018 році розташування планет надавало унікальну орбітальну можливість польоту до Марса і назад до Землі лише за 501 день. Фонд Inspiration Mars мав намір відправити американський екіпаж із двох чоловік, чоловіка й жінки, в обліт Марса з висотою перицентра до 160 км і безпечно повернути на Землю.
Цільова дата запуску — 5 січня 2018 року. Можливість польоту за такою швидкою облітною траєкторією видається лише двічі на кожні 15 років. Після 2018 року наступна можливість не випаде до 2031 року. Застосовуючи унікальні технології, успадковані від НАСА і Міжнародної космічної станції, Inspiration Mars збирався використовувати цю можливість як унікальний плацдарм для безпрецедентного випадку в науці, інженерній справі, техніці та математиці. Наукові завдання польоту були зосереджені на фізіології та психології, при цьому політ створить нові прецеденти в пілотованому дослідженні космічного простору.
Схема обльоту Марса знижує ризик, не містить критичних орбітальних маневрів, не передбачає ані вхід в атмосферу Марса, ані зближення, ані стикування. Також вона являє собою найкоротший за тривалістю політ до Марса з поверненням. Можливість запуску у 2018 році збігається з 11-річним сонячним мінімумом, що забезпечує найменший вплив сонячної радіації. При наступній можливості запуску (у 2031 році) сонячного мінімуму не буде.

### Технічні відомості
Згідно з рецензованою статтею, яка була підготовлена Деннісом Тіто і групою співавторів для IEEE,
...політ не потребує маневрування, крім невеликих коригувальних імпульсів після виведення траєкторію перельоту до Марса, і його не можна буде перервати. Будуть використані технології виведення на низьку навколоземну орбіту і пілотованих польотів з оснащенням для тривалого переліту до Марса. 10-тонний пілотований корабель — капсула для найкращого захисту від перегріву при поверненні в атмосферу і надувний або жорсткий житловий відсік — буде містити всю систему життєзабезпечення та інші засоби підтримки життя екіпажу. Вони можуть складатися з 1400 кг сухого пайка, тренажерів для компенсації тривалого впливу невагомості і компактне обладнання, аналогічне обладнанню на МКС, для рециркуляції води і підтримки атмосфери. Не буде ані скафандрів, ані шлюзу, і екіпажу доведеться провести подорож усередині об'єму приблизно 17 м3.

## Відбір екіпажу
Фонд передбачав великий потік охочих пройти відбір. Політ мав бути, за визначенням, рекордним за дальністю і тривалістю перебування в космосі. Відібраній одружений парі потрібно бути «терплячими, врівноваженими і здатними зберігати позитивний настрій в умовах труднощів», як і в умовах загрози здоров'ю. Півтора року в умовах невагомості послаблять людське тіло, сильна доза радіації, ймовірно, збільшить ризик виникнення раку приблизно на три відсотки. На цей ризик екіпажу доведеться піти добровільно.

## Історія
Ще до пресконференції 27 лютого 2013 року, на якій було оголошено про політ, ряду представників космічної галузі та журналістів був наданий доступ до деяких відомостей про дослідницьку статтю IEEE, яка була представлена в березні 2013 року і містила подробиці технічного обґрунтування пілотованого обльоту тривалістю 501 день під час орбітального вікна 2018 році.
27 лютого 2013 року фонд Inspiration Mars Foundation провів пресконференцію, щоб оголосити про план фонду забезпечити матеріальну частину, купити послуги запуску на ракеті-носії, відібрати екіпаж з одружених чоловіка й жінки (щоб представити в екіпажі людей обох статей і надихнути молодь обох статей на велику мрію і на вивчення науки, техніки, інженерної справи та математики) і потім спробувати зібрати відсутні кошти для запуску у 2018 році. Філантроп Денніс Тіто збирався повністю фінансувати фонд в обсязі близько 100 млн доларів протягом перших двох років роботи фонду.

## Керівники
- Джонатан Кларк, головний лікар
- Тейбер МакКаллен, технічний директор
- Джейн Пойнтер, розробка системи життєзабезпечення
- Джо Ротенберг, голова консультативної та наглядової ради
- Джон Каррік, мол., динаміка польоту і розрахунок траєкторії

## Фінансування
Програма мала фінансуватися з урахуванням некомерційного статусу фонду Inspiration Mars у Сполучених Штатах. Денніс Тіто мав оплачувати витрати фонду протягом перших «двох років із власних глибоких кишень». Загальна вартість програми оцінювалася в суму від 1 до 2 млрд доларів США, що менш ніж 2,5 млрд доларів, які НАСА витрачає на програму «Марсіанська наукова лабораторія», включаючи два роки роботи на поверхні Марса для марсохода «К'юріосіті», який керується з Землі. Вважалося, що фонд «приверне кошти від промисловості, фізичних осіб та інших охочих зробити пожертвування».

## Реакція в космічній галузі
За словами генерального конструктора ракетно-космічної корпорації «Енергія» Віталія Лопоти, ідея здійснити у 2018 році пілотований обліт Марса на космічному кораблі з екіпажем з двох чоловік навряд чи здійсненна з використанням наявних технологій. На його думку, без нових джерел енергії у 2018 році політ до Марса неможливий. Маса корабля, який повертатиметься до Землі з другою космічною швидкістю, складе не менше 20 тонн, а експедиційного корпусу для польоту чотирьох осіб на Марс складе 480 тонн. В екіпажі з двох чоловік через один-два місяці польоту виникнуть психологічні проблеми: в умовах повної ізоляції в космосі двоє опиняться на межі серйозного конфлікту. В екіпажі з трьох осіб через деякий час після запуску, двоє почнуть «дружити» проти одного. На кожного члена екіпажу, за словами Віталія Лопоти, на день потрібно в середньому по 10 кг води і продуктів. Також будуть потрібні запаси палива для польоту на Марс і повернення назад. Застосування ракетних двигунів, що використовують хімічну енергію палива, потребує створення для цієї місії комплексу масою 2,5 тисячі тонн. Крім того, досі немає точних даних про вплив космічної радіації на людський організм. Цей вплив ще не вивчено, і політ людей до Марса являє собою неприпустимий ризик.